# Initiative populaire « AVSplus: pour une AVS forte »
 (janvier 2017).
L'initiative populaire  « AVSplus: pour une AVS forte » est une initiative populaire fédérale suisse, rejetée par le peuple et les cantons le 25 septembre 2016.

## Contenu
L’initiative demande que toutes les rentes de l'Assurance-vieillesse et survivants, actuelles et futures, soient relevées de 10 %.

### Votation
Le 25 septembre 2016, l’initiative populaire « AVSplus: pour une AVS forte » est rejetée par 59,4 % des voix contre 40,6 % et par 21 cantons sur 26.
| Pour                          | 921 375   | 40,6 | 22 647 | 6 438 | 2 298 492 | 5 329 183 | 43,13 | 5  | 0 | Rejetée |
| Contre                        | 1 348 032 | 59,4 | 22 647 | 6 438 | 2 298 492 | 5 329 183 | 43,13 | 15 | 6 | Rejetée |
| Source: Gouvernement Suisse 1 |           |      |        |       |           |           |       |    |   |         |